# Hemideina
Hemideina is een geslacht van rechtvleugeligen uit de familie Anostostomatidae. De wetenschappelijke naam van dit geslacht is voor het eerst geldig gepubliceerd in 1869 door Francis Walker.

## Soorten
Het geslacht Hemideina omvat de volgende soorten:
- Hemideina broughi Buller, 1896
- Hemideina crassicruris Salmon, 1950
- Hemideina crassidens Blanchard, 1851
- Hemideina femorata Hutton, 1896
- Hemideina maori Pictet & Saussure, 1893
- Hemideina ricta Hutton, 1896
- Hemideina thoracica White, 1846
- Hemideina trewicki Morgan-Richards, 1995